# Arexo
Arexo es una aldea española, actualmente despoblada, que forma parte de la parroquia de Vilar de Cuiña, del municipio de Fonsagrada, en la provincia de Lugo, Galicia.

## Localización
La aldea está situada a unos 25 kilómetros de la capital del municipio, Fonsagrada,y a 5 del núcleo principal de la parroquia, Vilar de Cuiña.

## Geografía
Su altitud es de 370 metros sobre el nivel del mar y es la última aldea del municipio de Fonsagrada que atraviesa la carretera LU-721 hacia el nordeste, adentrándose esta en el municipio de Negueira de Muñiz y en Asturias.
Actualmente, las cuatro casas con las que cuenta la aldea se encuentran deshabitadas y tres de ellas en estado de dejadez. En Arexo se encuentra un mirador construido en 1993, con motivo de la inauguración de la carretera de acceso (LU-721); desde éste, se puede disfrutar de una bella panorámica del cañón del río Navia, frontera natural entre Asturias y Galicia, así como la aldea de Riodeporcos y varias antiguas minas en la vertiente asturiana del mismo.

## Demografía
| Gráfica de evolución demográfica de Arexo entre 2000 y 2019 |
|                                                             |
| Datos según el nomenclátor publicado por el INE.            |